# Archaeolithophyllales
Archaeolithophyllales, fosilni red crvenih alga klasificiran u danas napušteni razred Rhodophyceae. Palaeoaplysina laminaeformis koja je živjela na podrućju današnje Sjeverne Amerike, bila je epifaunalni autotrof.

## Porodice
1. † Palaeoaplysinidae Chuvashov 1973
2. † Palaoaplysinaceae Vachard and Kabanov 2007